# Mimogonia antennata
Mimogonia antennata – gatunek chrząszcza z rodziny kusakowatych i podrodziny Osoriinae.

## Taksonomia
Gatunek opisany został w 1981 roku przez Urlicha Irmlera.

## Opis
Chrząszcze o ciele długości ok. 2 mm. Stosunek szerokości głowy do przedplecza poniżej 1,00. Czułki dłuższe niż głowa i przedplecze razem wzięte. Mikrorzeźba przedplecza wyraźna, czyniąca jego powierzchnię matową. Boki przedplecza najszersze pośrodku jego długości.

## Występowanie
Gatunek występuje w Brazylii i Peru.